# Вечный мир (1508)
Вечный мир — мирный договор, заключённый между Великим княжеством Московским и Великим княжеством Литовским 8 октября 1508 года. Завершал русско-литовскую войну 1507-1508 годов. 

## Последствия
Договор предусматривал установление добрососедских отношений и военный союз против общих врагов, татарских ханств. Оговорка была сделана в отношении крымского хана Менгли Гирея I, на действия против которого союзнические обязательства не распространялись.
Князья Глинские получили право свободно выехать в Московское государство.
Действовал до начала новой войны (1512-1522).